# Vittorio Lanzani
Vittorio Lanzani (* 14. Juni 1951 in Marcignago) ist ein italienischer römisch-katholischer Geistlicher und Kurienbischof.

## Leben
Der Bischof von Pavia, Antonio Giuseppe Angioni, spendete ihm am 3. April 1976 die Priesterweihe.
Papst Johannes Paul II. ernannte ihn am 17. November 2001 zum Sekretär der Dombauhütte von St. Peter und Titularbischof von Labicum. Die Bischofsweihe spendete ihm der Papst persönlich am 6. Januar des nächsten Jahres; Mitkonsekratoren waren Leonardo Sandri, Substitut des Staatssekretariates, und Robert Sarah, Sekretär der Kongregation für die Evangelisierung der Völker.